# Return of the Dream Canteen
Return of the Dream Canteen es el decimotercer álbum de estudio de la banda de rock estadounidense Red Hot Chili Peppers, lanzado el 14 de octubre de 2022 a través de Warner Records como un álbum doble y CD. Producido por Rick Rubin, el álbum fue grabado durante las mismas sesiones que el anterior álbum de estudio de la banda, Unlimited Love, publicado el 1 de abril de 2022.
El primer sencillo del álbum, «Tippa My Tongue», fue publicado junto con su respectivo vídeo musical el 19 de agosto de 2022. El segundo sencillo, «The Drummer», fue publicado junto con su video musical el 14 de octubre de 2022.

## Antecedentes
Return of the Dream Canteen fue escrito y grabado durante las mismas sesiones que el anterior álbum de estudio de la banda, Unlimited Love (2022). Las sesiones de grabación marcaron el regreso del guitarrista John Frusciante después de una ausencia de diez años, y dieron como resultado la grabación de cincuenta canciones completas con el productor Rick Rubin y el ingeniero de grabación Ryan Hewitt.
Reflexionando sobre la riqueza del material que grabó la banda, el baterista Chad Smith indicó: “Simplemente escribimos un montón de música y escribimos y escribimos sin limitaciones de tiempo y terminamos grabando todas estas canciones. Siempre grabamos más de lo que sale en un disco, pero a menudo se quedan en la bóveda o sin terminar o lo que sea. Pero las terminamos todas. Sentimos que teníamos demasiadas canciones buenas para no sacar otro disco. No es como un disco de lados B o algo por el estilo. Todo se sintió bien y correcto”.
La banda secuenció conscientemente tanto Unlimited Love como Return of the Dream Canteen para convertirlas en experiencias auditivas distintas entre sí: “Pensamos: ‘Estas [canciones] van juntas aquí y estas van juntas allá y, mira, tenemos dos cosas, ambas geniales’”, agregó Smith.

## Lista de canciones
Todas las canciones escritas y compuestas por Anthony Kiedis, Flea, John Frusciante y Chad Smith. 
| N.º | Título                    | Duración |  |
| 1.  | «Tippa My Tongue»         | 4:20     |  |
| 2.  | «Peace and Love»          | 4:03     |  |
| 3.  | «Reach Out»               | 4:11     |  |
| 4.  | «Eddie»                   | 5:41     |  |
| 5.  | «Fake as Fu@k»            | 4:22     |  |
| 6.  | «Bella»                   | 4:51     |  |
| 7.  | «Roulette»                | 4:57     |  |
| 8.  | «My Cigarette»            | 4:24     |  |
| 9.  | «Afterlife»               | 4:13     |  |
| 10. | «Shoot Me a Smile»        | 3:43     |  |
| 11. | «Handful»                 | 4:01     |  |
| 12. | «The Drummer»             | 3:24     |  |
| 13. | «Bag of Grins»            | 5:05     |  |
| 14. | «La La La La La La La La» | 3:57     |  |
| 15. | «Copperbelly»             | 3:44     |  |
| 16. | «Carry Me Home»           | 4:13     |  |
| 17. | «In the Snow»             | 5:55     |  |

| Bonus track: edición japonesa |                        |          |  |
| N.º                           | Título                 | Duración |  |
| 18.                           | «The Shape I'm Takin'» | 3:35     |  |

## Créditos y personal
Red Hot Chili Peppers
- Anthony Kiedis – voz principal
- Flea – bajo eléctrico
- John Frusciante – guitarra, sintetizador, coros
- Chad Smith – batería

Músicos adicionales
- Aura T-09 — coros (2)
- Lenny Castro — percusión (2)
- Mauro Refosco — percusión (14)
- Josh Johnson — saxofón (2, 5, 6, 8, 11)
- Vikram Devasthali — trombón (5, 6, 11)
- Nate Walcott — trompeta (5, 6, 11)

Personal técnico
- Rick Rubin – productor
- Ryan Hewitt – ingeniero de audio, mezclas
- Vlado Meller – masterización
- Bernie Grundman – ingeniero de audio
- Bo Bodnar – ingeniero de audio
- Dylan Neustadter – ingeniero de audio
- Ethan Mates – ingeniero de audio
- Jason Lader – ingeniero de audio
- Phillip Broussard Jr. – ingeniero de audio
- Jeremy Lubsey – asistente de masterización
- Chaz Sexton – ingeniero asistente
- Jonathan Pfarr – ingeniero asistente
- Sami Bañuelos – asistente de la banda
- Charlie Bolois – técnico de estudio
- Lawrence Malchose – técnico de estudio
- Chris Warren – técnico
- Henry Trejo – técnico
- Eric Lynn – coordinador
- Gage Freeman – coordinador

Diseño
- Sarah Zoraya – diseño de portada
- Julien Calemard – ilustración
- Thami Nabil – ilustración
- Clara Balzary – fotografía

## Posicionamiento
| Gráfica (2022)                                    | Pico de posición |
| ------------------------------------------------- | ---------------- |
| Alemania (Offizielle Top 100)                     | 1                |
| Australia (ARIA Charts)                           | 2                |
| Austria (Ö3 Austria Top 40)                       | 1                |
| Bélgica (Flandes) (Ultratop 200 Albums)           | 2                |
| Bélgica (Valonia) (Ultratop 200 Albums)           | 2                |
| Canadá (Billboard Canadian Albums)                | 3                |
| Dinamarca (Hitlisten)                             | 27               |
| Escocia (Scottish Albums Chart)                   | 3                |
| España (PROMUSICAE)                               | 7                |
| Estados Unidos (Billboard 200)                    | 3                |
| Estados Unidos (Billboard Top Alternative Albums) | 1                |
| Estados Unidos (Billboard Top Rock Albums)        | 1                |
| Francia (SNEP)                                    | 1                |
| Hungría (MAHASZ)                                  | 2                |
| Irlanda (Irish Albums Chart)                      | 4                |
| Italia (FIMI)                                     | 5                |
| Japón (Billboard Japan Hot Albums)                | 7                |
| Japón (Oricon Albums Chart)                       | 9                |
| Japón (Oricon Combined Albums)                    | 9                |
| Lituania (AGATA)                                  | 62               |
| Noruega (VG-lista)                                | 22               |
| Nueva Zelanda (Recorded Music NZ)                 | 1                |
| Países Bajos (Album Top 100)                      | 1                |
| Polonia (ZPAV)                                    | 4                |
| Reino Unido (UK Albums Chart)                     | 2                |
| República Checa (ČNS IFPI)                        | 17               |
| Suecia (Sverigetopplistan)                        | 25               |
| Suiza (Schweizer Hitparade)                       | 1                |